# Décès en avril 2018
Décès
- 2014
- 2015
- 2016
- 2017
- 2018
- 2019
- 2020
- 2021
- 2022

Pour une information complémentaire, voir la page d'aide.

| Date      | Nom                               | Activités | Âge | Source |
| --------- | --------------------------------- | --- | --- | ------ |
| 1er avril | Françoise Adret                   | Danseuse, chorégraphe et directrice de ballet française.                                                                | 97  |        |
| 1er avril | Steven Bochco                     | Scénariste et producteur de séries télévisées américain.                                                                | 74  |        |
| 1er avril | Almerindo Jaka Jamba              | Homme politique et historien angolais.                                                                                  | 69  | (en)   |
| 1er avril | Julien Janaudy                    | Joueur français de rugby à XV.                                                                                          | 29  |        |
| 1er avril | Efraín Ríos Montt                 | Homme d'État guatémaltèque.                                                                                             | 91  |        |
| 1er avril | Michel Sénéchal                   | Ténor français. | 91  |        |
| 2 avril   | Susan Anspach                     | Actrice américaine. | 75  | (en)   |
| 2 avril   | Emmanuel Cauchy                   | Médecin urgentiste français.                                                                                            | 58  |        |
| 2 avril   | Alton Ford                        | Basketteur américain.                                                                                                   | 36  | (en)   |
| 2 avril   | André Goffeau                     | Ingénieur agronome belge.                                                                                               | 83  | (pt)   |
| 2 avril   | Morris Halle                      | Linguiste américain. | 94  | (en)   |
| 2 avril   | Evert Kroon                       | Joueur de water-polo néerlandais, médaillé de bronze aux Jeux olympiques d'été de 1976.                                 | 71  | (nl)   |
| 2 avril   | Martin Löwenberg                  | Militant antifasciste allemand.                                                                                         | 92  | (de)   |
| 2 avril   | Winnie Mandela                    | Femme politique sud-africaine, ex-épouse de Nelson Mandela.                                                             | 81  |        |
| 2 avril   | Ahmed Janka Nabay                 | Musicien sierraléonais.                                                                                                 | 54  | (en)   |
| 2 avril   | Elie Onana                        | Footballeur camerounais.                                                                                                | 66  |        |
| 2 avril   | Jean Ricardon                     | Peintre français. | 93  |        |
| 2 avril   | José Santori                      | Basketteur puis entraîneur portoricain.                                                                                 | 85  | (es)   |
| 2 avril   | Paul Sinibaldi                    | Footballeur français.                                                                                                   | 96  |        |
| 3 avril   | David Edgerton                    | Entrepreneur américain.                                                                                                 | 90  | (en)   |
| 3 avril   | Constant Engels                   | Résistant belge engagé dans la Résistance française.                                                                    | 97  |        |
| 3 avril   | Mary Hatcher                      | Actrice et chanteuse américaine.                                                                                        | 88  | (en)   |
| 3 avril   | Lill-Babs                         | Chanteuse suédoise. | 80  | (en)   |
| 3 avril   | Arrigo Petacco                    | Écrivain, journaliste et historien italien.                                                                             | 88  | (it)   |
| 3 avril   | Irma Rapuzzi                      | Femme politique française.                                                                                              | 107 |        |
| 3 avril   | Jacques Tixier                    | Archéologue français.                                                                                                   | 93  |        |
| 4 avril   | Ignace Pierre VIII Abdel-Ahad     | Prélat catholique syrien, primat de l'Église catholique syriaque (2001-2008).                                           | 87  |        |
| 4 avril   | Soon-Tek Oh                       | Acteur américain. | 85  | (en)   |
| 4 avril   | Johnny Valiant                    | Catcheur et manager américain.                                                                                          | 71  | (en)   |
| 4 avril   | Clément Vincent                   | Homme politique canadien.                                                                                               | 86  |        |
| 4 avril   | Ray Wilkins                       | Footballeur anglais. | 61  | (en)   |
| 5 avril   | Dominique Adenot                  | Homme politique français.                                                                                               | 63  |        |
| 5 avril   | Maurice Bellet                    | Prêtre, théologien et philosophe catholique français.                                                                   | 94  |        |
| 5 avril   | Emmanuel Beth                     | Diplomate et militaire français.                                                                                        | 65  |        |
| 5 avril   | Dieter Freise                     | Joueur de hockey sur gazon allemand (RDA), champion aux Jeux olympiques d'été de 1972.                                  | 73  | (de)   |
| 5 avril   | Tim O'Connor                      | Acteur américain. | 90  | (en)   |
| 5 avril   | Branislav Pokrajac                | Handballeur yougoslave puis serbe, champion aux Jeux olympiques d'été de 1972.                                          | 71  |        |
| 5 avril   | Isao Takahata                     | Réalisateur japonais.                                                                                                   | 82  |        |
| 5 avril   | Cecil Taylor                      | Pianiste et poète américain.                                                                                            | 89  | (en)   |
| 5 avril   | Raymonda Vergauwen                | Nageuse belge | 90  | (nl)   |
| 6 avril   | Daniel Akaka                      | Homme politique américain.                                                                                              | 93  | (en)   |
| 6 avril   | Franck Bauer                      | Animateur de radio français.                                                                                            | 99  |        |
| 6 avril   | Serge Boidevaix                   | Ambassadeur français.                                                                                                   | 89  |        |
| 6 avril   | Daniel Chavarría                  | Écrivain cubain. | 84  | (en)   |
| 6 avril   | Véronique Colucci                 | Personnalité française, administratrice des Restaurants du cœur, ex-femme de Coluche.                                   | 69  |        |
| 6 avril   | Patrick Font                      | Humoriste français. | 77  |        |
| 6 avril   | Jacques Higelin                   | Chanteur et acteur français.                                                                                            | 77  |        |
| 6 avril   | Aleksandr Kurlovich               | Haltérophile soviétique puis biélorusse, double champion olympique (1988, 1992).                                        | 56  | (ru)   |
| 6 avril   | Leonid Sokov                      | Sculpteur soviétique puis russe.                                                                                        | 76  | (ru)   |
| 7 avril   | Herbert Grohs                     | Footballeur international autrichien.                                                                                   | 86  |        |
| 7 avril   | Peter Grünberg                    | Physicien allemand. | 78  | (en)   |
| 7 avril   | Ángel Peralta                     | Rejoneador espagnol. | 92  | (es)   |
| 8 avril   | Nathan Davis                      | Musicien américain de jazz.                                                                                             | 81  | (en)   |
| 8 avril   | Michael Goolaerts                 | Cycliste sur route belge.                                                                                               | 23  |        |
| 8 avril   | Juraj Herz                        | Réalisateur, acteur et scénariste tchécoslovaque puis slovaque.                                                         | 83  | (sk)   |
| 8 avril   | Peter Le Cheminant                | Militaire britannique.                                                                                                  | 97  | (en)   |
| 8 avril   | André Lerond                      | Footballeur français.                                                                                                   | 87  |        |
| 8 avril   | Hervé Lesage                      | Poète et écrivain français.                                                                                             | 66  |        |
| 8 avril   | Chuck McCann                      | Acteur, réalisateur et producteur américain.                                                                            | 83  | (en)   |
| 8 avril   | John Miles                        | Pilote automobile britannique.                                                                                          | 74  | (en)   |
| 8 avril   | Gunnar Persson                    | Auteur de bande dessinée suédois.                                                                                       | 84  | (sv)   |
| 9 avril   | Jean Bastié                       | Géographe français. | 99  |        |
| 9 avril   | Pierre Descoteaux                 | Avocat et homme politique québécois.                                                                                    | 66  |        |
| 9 avril   | Jigjidiin Mönkhbat                | Lutteur mongol, médaillé d'argent aux Jeux olympiques d'été de 1968.                                                    | 76  | (ja)   |
| 9 avril   | Baccar Touzani                    | Homme politique tunisien.                                                                                               | 89  |        |
| 10 avril  | F'murr                            | Auteur de bande dessinée français.                                                                                      | 72  |        |
| 10 avril  | Fergie McCormick                  | Joueur néo-zélandais de rugby à XV.                                                                                     | 78  | (en)   |
| 10 avril  | Richard Muth                      | Économiste américain.                                                                                                   | 90  | (en)   |
| 10 avril  | Emmanuel Richard Priso Ngom Priso | Dirigeant camerounais.                                                                                                  | 81  |        |
| 11 avril  | Gillian Ayres                     | Peintre britannique. | 88  | (en)   |
| 11 avril  | Phillip Pipersburg                | Sprinter bélizien. | 62  | (en)   |
| 11 avril  | Jean-Claude Servan-Schreiber      | Homme politique français.                                                                                               | 100 |        |
| 12 avril  | Brij Bhushan Kabra                | Musicien indien. | 81  | (en)   |
| 12 avril  | Irwin Gage                        | Pianiste américain. | 78  | (en)   |
| 12 avril  | Fred Kassak                       | Écrivain et scénariste français.                                                                                        | 90  |        |
| 12 avril  | Zoran Krasić                      | Homme politique serbe.                                                                                                  | 62  | (sr)   |
| 12 avril  | Neil Nugent                       | Joueur de hockey sur gazon britannique, médaillé de bronze aux Jeux olympiques d'été de 1952.                           | 91  | (en)   |
| 12 avril  | Sergio Pitol                      | Écrivain mexicain. | 85  | (en)   |
| 13 avril  | Cesarino Cervellati               | Footballeur puis entraîneur italien.                                                                                    | 88  | (it)   |
| 13 avril  | André Maman                       | Homme politique français.                                                                                               | 90  | (en)   |
| 13 avril  | Gus Weill                         | Écrivain et dramaturge américain.                                                                                       | 85  | (en)   |
| 14 avril  | Isabella Biagini                  | Actrice italienne. | 74  | (it)   |
| 14 avril  | Daedra Charles                    | Basketteuse américaine, médaillée de bronze aux Jeux olympiques d'été de 1992.                                          | 49  | (en)   |
| 14 avril  | Miloš Forman                      | Réalisateur et scénariste tchécoslovaque puis américain.                                                                | 86  | (en)   |
| 14 avril  | Hal Greer                         | Basketteur américain.                                                                                                   | 81  | (en)   |
| 14 avril  | Sam Hamill                        | Poète américain. | 74  | (en)   |
| 14 avril  | Jean-Claude Malgoire              | Hautboïste, chef d'orchestre et musicologue français.                                                                   | 77  |        |
| 14 avril  | Jon Michelet                      | Écrivain et homme politique norvégien.                                                                                  | 73  | (no)   |
| 15 avril  | Philip D'Antoni                   | Producteur américain.                                                                                                   | 88  | (en)   |
| 15 avril  | R. Lee Ermey                      | Acteur américain. | 74  | (en)   |
| 15 avril  | Michael Halliday                  | Linguiste britannique.                                                                                                  | 93  | (en)   |
| 15 avril  | Vittorio Taviani                  | Réalisateur et scénariste italien.                                                                                      | 88  | (it)   |
| 15 avril  | Lysanne Thibodeau                 | Réalisatrice et musicienne canadienne.                                                                                  | 58  | (en)   |
| 16 avril  | Choi Eun-hee                      | Actrice sud-coréenne.                                                                                                   | 91  | (en)   |
| 16 avril  | Pamela Gidley                     | Actrice et mannequin américaine.                                                                                        | 52  | (en)   |
| 16 avril  | Dona Ivone Lara                   | Chanteuse et compositrice brésilienne.                                                                                  | 97  | (pt)   |
| 16 avril  | Paul Singer                       | Économiste autrichien puis brésilien.                                                                                   | 86  | (pt)   |
| 17 avril  | Barbara Bush                      | Épouse du 41e Président des États-Unis, George Bush Senior (1989-1993), et mère du 43e, George Bush Junior (2001-2009). | 92  |        |
| 17 avril  | Gérard Desanghere                 | Footballeur belge. | 70  |        |
| 17 avril  | Marcia Hafif                      | Peintre américaine | 88  | (en)   |
| 17 avril  | Philibert Randriambololona        | Évêque malgache, archevêque émérite de Fianarantsoa                                                                     | 90  |        |
| 17 avril  | Karl Rawer                        | Physicien allemand. | 104 | (de)   |
| 17 avril  | As Thiam                          | Réalisateur sénégalais.                                                                                                 |     |        |
| 18 avril  | Jean Flori                        | Médiéviste français spécialiste des croisades et de la chevalerie                                                       | 82  |        |
| 18 avril  | Andy Rihs                         | Homme d'affaires suisse                                                                                                 | 75  |        |
| 18 avril  | Howard Sachar                     | Historien américain | 90  | (en)   |
| 18 avril  | Bruno Sammartino                  | Catcheur italien. | 82  | (en)   |
| 18 avril  | Joel Santoni                      | Réalisateur et scénariste de télévision français.                                                                       | 74  |        |
| 18 avril  | Willibald Sauerländer             | Historien de l'art allemand.                                                                                            | 94  | (de)   |
| 18 avril  | Henk Schouten                     | Footballeur néerlandais.                                                                                                | 86  | (nl)   |
| 18 avril  | Dale Winton                       | Disc-jockey et animateur de télévision britannique.                                                                     | 62  | (en)   |
| 19 avril  | Vladimir Liakhov                  | Cosmonaute soviétique puis ukrainien.                                                                                   | 76  | (ru)   |
| 19 avril  | Soso Lorho                        | Homme politique indien.                                                                                                 | 79  | (en)   |
| 19 avril  | Saleh Ali al-Sammad               | Chef politique des Houthis.                                                                                             | 39  |        |
| 19 avril  | Agnès Valois                      | Infirmière et religieuse française décorée pour des faits ayant eu lieu durant la Seconde Guerre mondiale.              | 103 |        |
| 20 avril  | Avicii                            | Disc jockey suédois. | 28  |        |
| 20 avril  | Roy Bentley                       | Footballeur britannique.                                                                                                | 93  | (en)   |
| 21 avril  | Firmin Le Bourhis                 | Auteur français de romans policiers.                                                                                    | 68  |        |
| 21 avril  | Gilles Millet                     | Journaliste français.                                                                                                   | 66  |        |
| 21 avril  | Donald O'Brien                    | Acteur franco-irlandais                                                                                                 | 87  |        |
| 21 avril  | Nelson Pereira dos Santos         | Cinéaste brésilien. | 89  |        |
| 21 avril  | Nabi Tajima                       | Supercentenaire japonaise et doyenne de l'humanité.                                                                     | 117 | (it)   |
| 21 avril  | Huguette Tourangeau               | Chanteuse d'opéra mezzo-soprano canadienne.                                                                             | 79  |        |
| 21 avril  | Verne Troyer                      | Acteur américain. | 49  | (en)   |
| 22 avril  | Keith Ashfield                    | Homme politique canadien.                                                                                               | 66  |        |
| 22 avril  | Nino Khourtsidzé                  | Joueuse d'échecs géorgienne.                                                                                            | 42  | (ru)   |
| 22 avril  | Ivan Neumyvakin                   | Médecin russe. | 89  | (ru)   |
| 23 avril  | Liri Belishova                    | Femme politique albanaise.                                                                                              | 95  |        |
| 23 avril  | Isamu Imoto                       | Homme politique japonais.                                                                                               | 92  |        |
| 23 avril  | Arthur B. Rubinstein              | Compositeur et chef d'orchestre américain.                                                                              | 80  | (en)   |
| 23 avril  | Art Simmons                       | Pianiste de jazz afro-américain.                                                                                        | 92  | (en)   |
| 23 avril  | Yvon Trudel                       | Réalisateur canadien.                                                                                                   | 83  |        |
| 23 avril  | Vladimír Weiss                    | Footballeur et entraîneur tchécoslovaque puis slovaque, médaillé d'argent aux Jeux olympiques d'été de 1964.            | 78  | (sk)   |
| 24 avril  | Jean Duprat                       | Homme politique français.                                                                                               | 81  |        |
| 24 avril  | Henri Michel                      | Footballeur et entraîneur français.                                                                                     | 70  |        |
| 24 avril  | Hariton Pushwagner                | Peintre norvégien. | 77  | (no)   |
| 25 avril  | Abbas                             | Photojournaliste iranien.                                                                                               | 74  |        |
| 25 avril  | Shuhrat Abbosov                   | Réalisateur soviétique puis ouzbek.                                                                                     | 87  | (en)   |
| 25 avril  | Michael Anderson                  | Réalisateur britannique.                                                                                                | 98  | (en)   |
| 25 avril  | Hans-Reinhard Koch                | Évêque allemand. | 88  | (en)   |
| 25 avril  | Steven Marcus                     | Critique littéraire américain.                                                                                          | 89  | (en)   |
| 25 avril  | Alberto Marson                    | Basketteur brésilien, médaillé de bronze aux Jeux olympiques d'été de 1948.                                             | 93  | (pt)   |
| 26 avril  | Yoshinobu Ishii                   | Footballeur et entraîneur japonais.                                                                                     | 79  | (ja)   |
| 26 avril  | Charles Neville                   | Saxophoniste américain.                                                                                                 | 79  | (en)   |
| 26 avril  | Gianfranco Parolini               | Scénariste, acteur, producteur et monteur italien.                                                                      | 93  | (it)   |
| 26 avril  | Pierre Plateau                    | Archevêque français. | 94  |        |
| 27 avril  | Álvaro Arzú                       | Homme politique guatémaltèque, président de la République de 1996 à 2000.                                               | 72  | (en)   |
| 27 avril  | Yukiji Asaoka                     | Actrice japonaise. | 82  | (en)   |
| 27 avril  | Kristin Harmon                    | Actrice américaine. | 72  |        |
| 27 avril  | Bernard Murat                     | Homme politique français.                                                                                               | 72  |        |
| 28 avril  | Jean Gayon                        | Philosophe français. | 68  |        |
| 28 avril  | Larry Harvey                      | Fondateur de festival américain.                                                                                        | 70  |        |
| 28 avril  | Lionel Lamy                       | Footballeur français.                                                                                                   | 74  |        |
| 28 avril  | Chokri Mamoghli                   | Universitaire tunisien.                                                                                                 | 59  |        |
| 28 avril  | Tetsuro Miura                     | Footballeur devenu entraîneur japonais.                                                                                 | 62  | (ja)   |
| 28 avril  | Art Paul                          | Designer américain | 93  |        |
| 28 avril  | Bruce Tulloh                      | Athlète britannique. | 82  | (en)   |
| 29 avril  | Derek Keys                        | Homme d'affaires et homme politique sud-africain.                                                                       | 86  | (en)   |
| 29 avril  | Michael Martin                    | Homme politique et syndicaliste britannique.                                                                            | 72  | (en)   |
| 29 avril  | Luis García Meza Tejada           | Militaire et homme politique bolivien.                                                                                  | 88  | (en)   |
| 29 avril  | Lester James Peries               | Réalisateur, scénariste, producteur et monteur srilankais.                                                              | 99  | (en)   |
| 30 avril  | Geneviève Claisse                 | Peintre française. | 82  |        |
| 30 avril  | Janice Murphy                     | Nageuse australienne, médaillée d'argent aux Jeux olympiques d'été de 1964.                                             | 70  | (en)   |
| 30 avril  | Manfredo do Carmo                 | Mathématicien brésilien.                                                                                                | 89  | (pt)   |
| 30 avril  | Rose Laurens                      | Chanteuse française, interprète du tube Africa en 1982.                                                                 | 65  |        |